# 龙安镇 (邻水县)
龙安镇，是中華人民共和國四川省鄰水縣曾经下辖的一个镇。2019年12月，撤销龙安镇，将所属行政区域划归柑子镇管辖。

## 行政区划
龙安镇撤销前下辖以下地区：
龍興社區、白龍村、糧鐵村、河堰村、岩屋村、渡槽村、倒河村、天鵝村、夜合村、夜光村、騎虎村、磨盤村、萬峰村。